# 大毒蛇BA50狙擊步槍
大毒蛇BA50（英語：Bushmaster BA50）是一款由美国槍械製造商大毒蛇武器公司所研製及生產的10發旋转后拉枪机、可拆卸彈匣供彈式重型狙擊步槍（反器材步槍），發射12.7×99毫米（.50 BMG）北約口徑制式步枪子彈。

## 歷史
大毒蛇BA50最初是由柯布生產公司研製並且和銷售了好幾年。2007年8月20日，大毒蛇武器公司購買了其設計並且將它升級，以後生產位置轉移到缅因州溫德姆的大毒蛇武器公司工廠並且以大毒蛇BA50之姿把它向市場推出。
2020年，擁有大毒蛇的雷明登又將該步槍更名為R2Mi。

## 概述
大毒蛇BA50具有一根洛薩瓦爾特製22英寸（卡賓槍型）或30英寸（步槍型）、比賽等級、標準膛線纏距為1：15（.50 BMG口徑的標準膛線纏距）的自由浮動式槍管。該槍的步槍型重30磅（不帶彈匣或彈藥），並於槍口裝有大型多室式制退器，以協助減輕後座力。毒蛇文獻指出，該步槍的後座力就像.243溫徹斯特（.243 Win，6.2×52毫米）口徑那麼輕。該步槍於機匣及護木頂部具有MIL-STD-1913戰術導軌（韋弗式）用以安裝日間／夜間望遠式狙擊鏡、光学瞄准镜、紅點鏡／反射式瞄準鏡、全息瞄準鏡、夜視儀、棱鏡式瞄準鏡、熱成像儀和／或後備機械瞄具。
大毒蛇指出該步槍發射M33全金屬被甲彈藥時能達到1 角分，這表示其精度可藉由比賽等級彈藥改進。

## 產品特點
- 手動槍機：槍機的拉柄設於機匣左側
- 安裝在底座尾部的馬格普PRS可調節式槍托與LimbSaver®緩衝墊（英语：Recoil pad）
- 高效率的降低後座力制退器可將向後的力最大限度地減低至堪比.243溫徹斯特（英语：.243 Winchester）（.243 Win，6.2×52毫米）口徑
- 拆卸清潔及保養就像AR型步槍
- 標準膛線纏距為1：15，膛線8條，右旋
- 機匣頂部及圓筒型帶散熱孔護木的12點鐘位置具有MIL-STD-1913戰術導軌
- 钢製兩腳架與折疊式架腿（M60型）
- 舒適握把（ErgoGrip）式豪華戰術手槍握把
- 下機匣由T6-6061鋁坯加工而成
- 上機匣亦由T6-6061鋁坯加工而成，並且整合了MIL-STD-1913戰術導軌
- 鋼製零部件具有磷酸錳表面處理
- 鋁製零部件具有硬質陽極氧化處理的黑色表面（軍用規格）
- 圓筒型帶散熱孔護木以內的自由浮動式槍管

## 使用者
- 乌克兰

## 流行文化

### 电子游戏
- 2012年—《战争前线》：型号为步枪型，命名为“Bushmaster BA50”，为狙击手专用武器，以10发弹匣供彈，只能通过抽奖获得，可以改装瞄准镜（狙击枪5.5x瞄准镜、狙击枪4.5x中程瞄准镜、狙击枪4x短程瞄准镜、狙击槍5x快速瞄准镜），无法改装战术导轨和枪口，视为自带双脚架及枪口制退器。拥有黄金版本，强化射速以及载弹量至12发，并且对生化僵尸有额外的伤害加成。

## 資料來源
1. ↑  .   [2014-06-16]. （原始内容存档于2013-02-05）.
2. ↑  Eger, Chris. . Guns.com.   [19 May 2020]. （原始内容存档于2020-05-31）.

## 外部連結
- （英文）—Official website
- （英文）—Impact Guns—
  - Bushmaster BA50 Rifle, 50 BMG, 30", 10 Rd Mag（页面存档备份，存于）
  - Bushmaster BA50 Carbine, 50 BMG, 22", 10 Rd Mag（页面存档备份，存于）
- （英文）—Able Ammo—Bushmaster BA50 Rifle BCW3M30, 50 BMG, 30 in, Bolt Action, Collapsible Stock, Black Finish, 10 Rds（页面存档备份，存于）
- （英文）—Hinterland Outfitters.com—Bushmaster BA50 Rifle 90102, 50 BMG, Bolt Action, 30 in, Collapsible Stock, Black Finish, 10 + 1 Rd（页面存档备份，存于）
- （英文）—Cheaper than dirt.com—Bushmaster BA50 Bolt Action Rifle .50 BMG 30" Lothar Walther Barrel, 10 Rounds, Magpul PRS Buttstock, Black Anodized Finish 90102
- （英文）—The Firearm Blog—Bushmaster BA50（页面存档备份，存于）
- （英文）—Tactical-Life.com—
  - Bushmaster BA50 .50 BMG
  - BATTLE OF THE .50 BMGs
  - The Dirty Dozen: Today’s Top 12 .50 BMG Rifles（页面存档备份，存于）
- （简体中文）—D Boy Gun World（槍炮世界）—Bushmaster BA50步枪（页面存档备份，存于）